# 布鲁诺·比安基

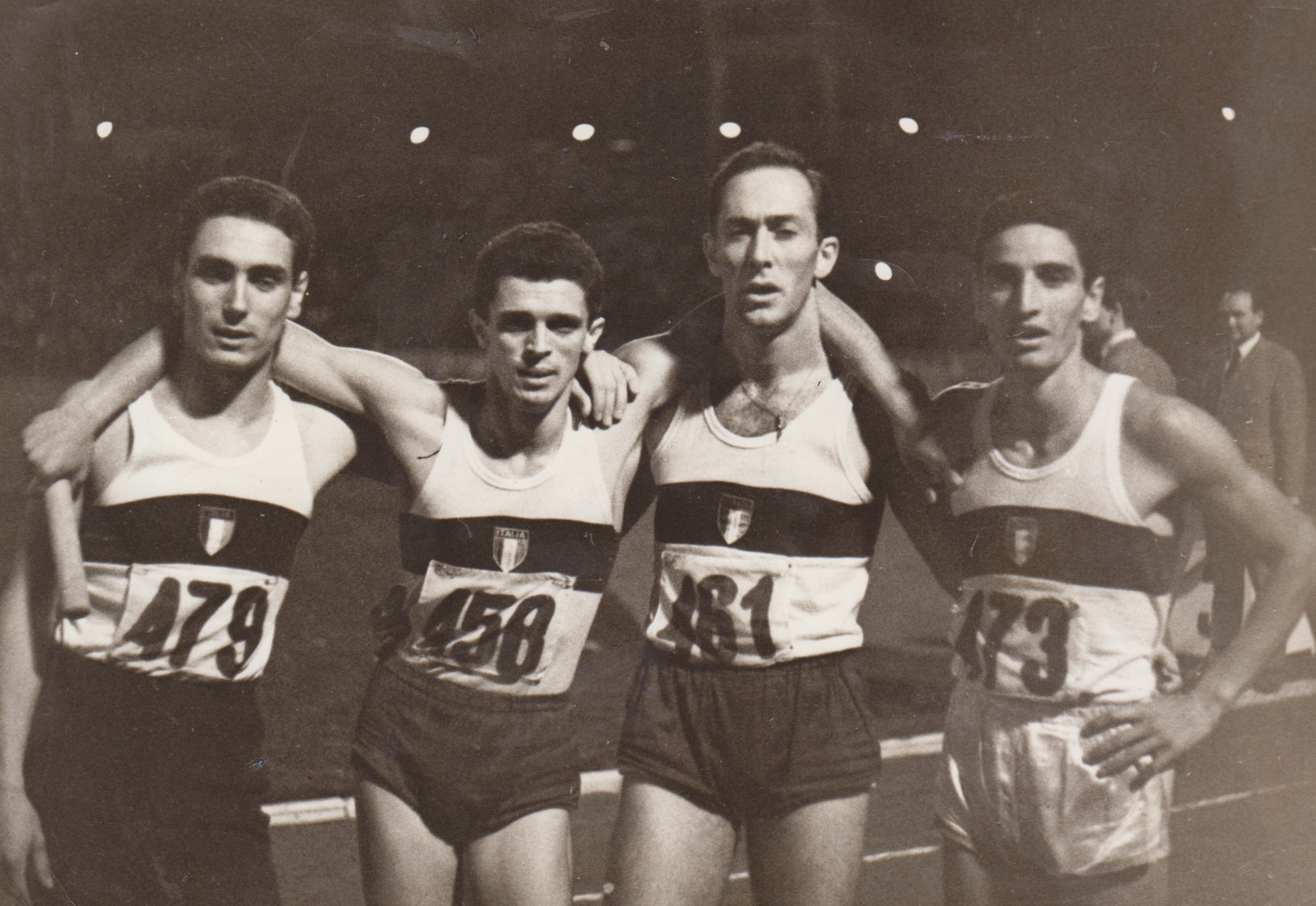
布鲁诺·比安基(右二)

布鲁诺·比安基（義大利語：Bruno Bianchi，1904年5月2日—1988年8月22日），意大利男子帆船运动员。他曾代表意大利参加1936年和1948年夏季奥林匹克运动会帆船比赛，获得一枚金牌。